# П'ятий корпус Армії Республіки Боснії і Герцеговини
П'ятий корпус Армії Республіки Боснії і Герцеговини (босн. Peti korpus Armije Republike Bosne i Hercegovine) — один із сімох корпусів Армії Республіки Боснії та Герцеговини під час Боснійської війни. 
Утворений рішенням Президії Республіки Боснії та Герцеговини 21 жовтня 1992 р., згідно з яким командування корпусу розташовувалося у Бихачі, а сам він як військове формування вищого рівня охоплював військові частини, що діяли в північно-західній Боснії, тобто в Цазинській кра́їні. Тим самим Бихацький окружний штаб ТО підпорядковувався новоствореному корпусу, а муніципальні штаби ТО — формованим бригадам. Зона відповідальності корпусу охоплювала майже всю Боснійську кра́їну, але з огляду на фактичні обставини становила приблизно 1150 км2. Протяжність межі зони відповідальності була приблизно 180 км, а на обороненій території проживало від 180 до 200 тис. осіб.
Упродовж усієї війни корпус діяв у вкрай важких умовах, в обстановці повного оточення, протистоячи подвійному, а деякий час і потрійному ворогові. Насамперед він відомий своєю відчайдушною обороною Бихацького анклаву від навколишніх сербських сил. Та особливо болючою для босняків і бійців корпусу була боротьба, що велася проти сепаратистських сил Автономної області Західної Боснії під проводом Фікрета Абдича, які тісно співпрацювали із сербським і хорватським військово-політичними керівництвами. Під час проведеної восени 1995 р. операції «Сана 95» П'ятий корпус повністю розгромив сили Абдича і визволив Велику Кладушу, розбив сербські війська і відвоював такі міста, як Босанський Петроваць, Ключ і Босанська Крупа, звільнивши наприкінці цієї операції у взаємодії із Сьомим корпусом АРБіГ Санський Мост. Через надзвичайно складні умови, в яких відбувалися його становлення і діяльність, а також за досягнуті результати П'ятий корпус уважається одним із найуспішніших та найвідоміших корпусів АРБіГ.